# Sankt Andrä-Wördern
St. Andrä-Wördern je městys v okrese Tulln v Dolních Rakousích.

## Geografie
Sankt Andrä-Wördern v jihovýchodním okraji Tullnerfeldu ve výběžku Vídeňského lesa v Dolních Rakousích. Plocha městyse je 39,37 kilometrů čtverečních, 56,08 % je zalesněno. Část území městyse je chráněno v přírodním parku Eichenhain.

### Správní členění
Městys sestává z katastrálních území:
- Altenberg
- Greifenstein
- Hadersfeld
- Hintersdorf
- Oberkirchbach
- St. Andrä vor dem Hagenthale
- Unterkirchbach
- Wördern

## Historie
Hrad Greifenstein byl do roku 1803 v držení biskupství pasovského. V letech 1851 až 1958 Johann Haselgruber (1919–1967) přivedl do obce průmysl, zejména ocelárnu.

## Politika
Starostou městyse je Alfred Stachelberger, vedoucí kanceláře Peter Ohnewas.
29 křesel v zastupitelstvu obce je po volbách konaných 14. března 2010 rozděleno podle získaných mandátů:
- SPÖ 14
- ÖVP 10
- Zelení 3
- FPÖ 2

Od 14. září 1990 je partnerským městem Greifenstein v Hesensku v Německu.

### Vývoj počtu obyvatel
- 1971 4675
- 1981 4750
- 1991 5404
- 2001 6436[2]

## Pozoruhodnosti
- Altenberg: Tempelbergwarte – vyhlídka s průvodcem na počest císaře Františka Josefa I.
- Wördern: Villa Pereira – stavba historismu

## Hospodářství a infrastruktura
Nezemědělských pracovišť bylo v roce 2001 293 a zemědělských a lesnických pracovišť bylo v roce 1999 51. Při sčítání lidu v roce 2001 byl počet výdělečně činných obyvatel v obci 2985, tj. 47,91 %.
V severní části katastrálního území Greifenstein se nachází „Rakouská dunajská elektrárna“.

## Osobnosti
- Friedrich Ferdinand von Beust (1809–1886) – předseda vlády, zemřel na zámku Altenberg
- Adolf Lorenz – ortopéd
- Konrad Lorenz (1854–1946) – vědec a výzkumník, nositel Nobelovy ceny
- Kurt Waldheim (1918–2007) – generální tajemník OSN (1972–1981) a rakouský spolkový prezident (1986–1992)